# Hradec Králové

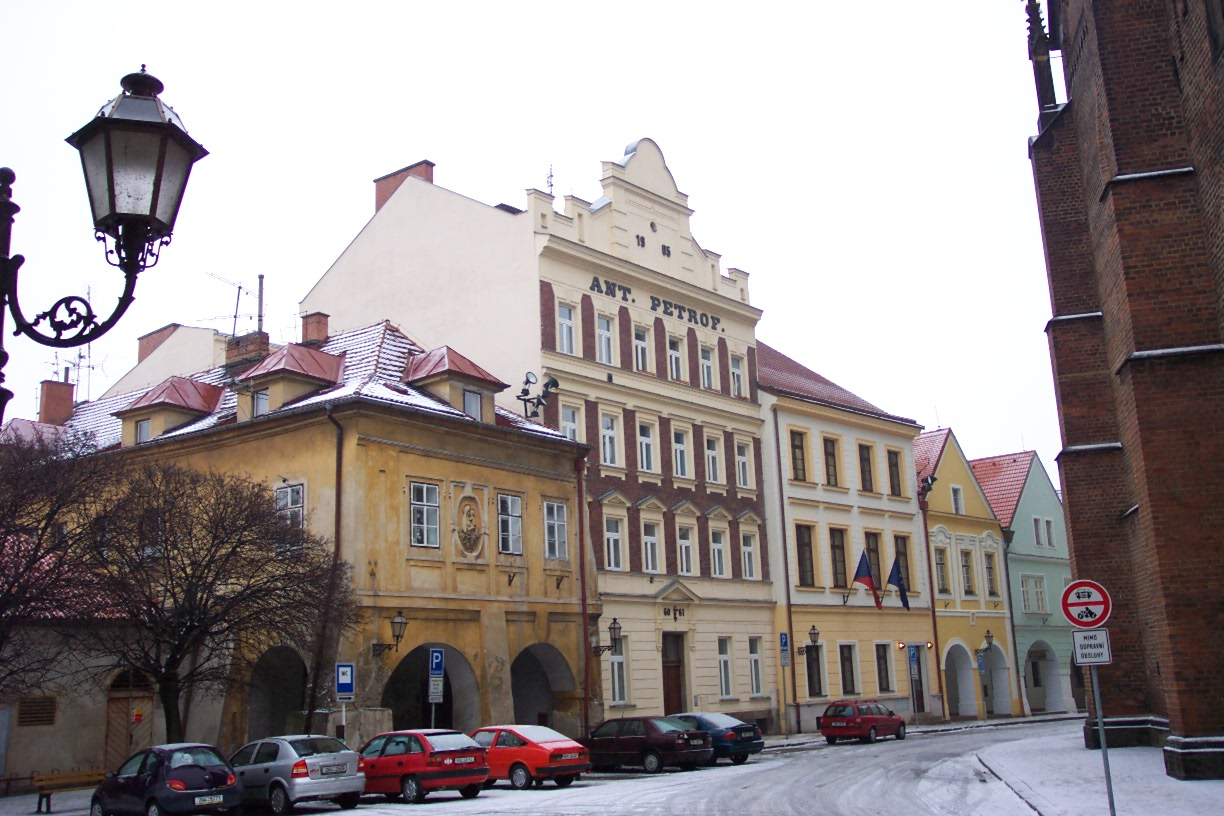
Petrof Piano Makers

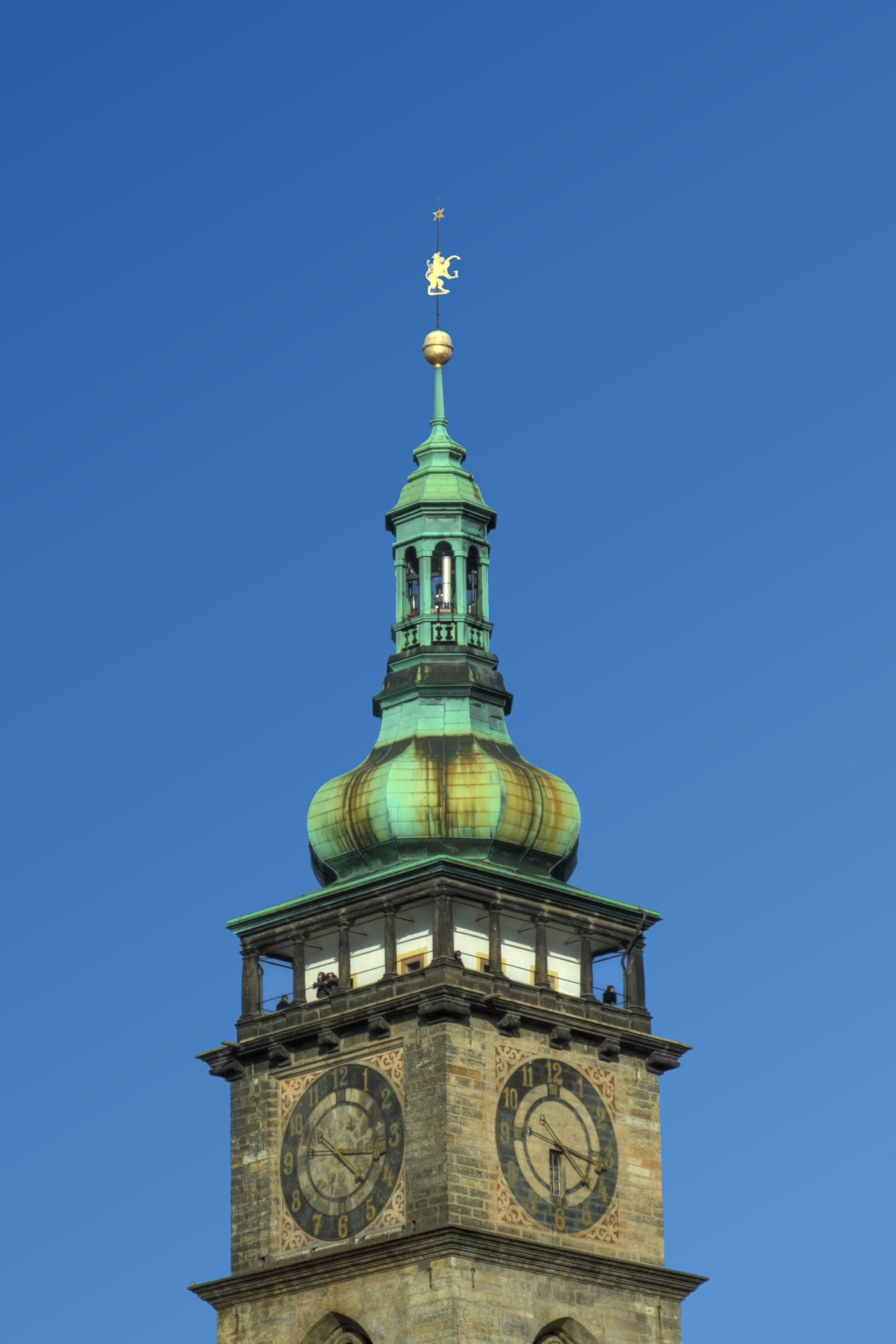
White tower detail

Hradec Králové là một thành phố Cộng hòa Séc. Thành phố có diện tích 106  km², dân số thời điểm 1/1/2009 là 95.890 người. Đây là thủ phủ của vùng Hradec Králové. 
Thành phố nằm ở nơi hợp lưu của sông Elba và sông Orlice.
Đại học Hradec Králové tọa lạc ở thành phố này, còn Đại học Charles ở Praha có trường y và khoa dược ở Hradec Králové.